# Taichi Yamada
Taichi Yamada (山田 太一?, Yamada Taichi; Asakusa, 6 giugno 1934 – Kawasaki, 29 novembre 2023) è stato uno scrittore e sceneggiatore giapponese.

## Biografia
Nato Taichi Ishizaka (石坂 太一?, Ishizaka Taichi) il 6 giugno 1934 ad Asakusa, frequentò l'Università di Waseda e nel 1958 iniziò a lavorare per la casa di produzione e distribuzione cinematografica Shochiku come assistente di registi quali Keisuke Kinoshita.
Nel 1965 lasciò la Shochiku per dedicarsi alla scrittura di sceneggiature per la televisione e per il cinema portando parallelamente avanti l'attività di scrittore di romanzi. 
Nel 1988 fu insignito del Premio Shugoro Yamamoto per il romanzo Estranei trasposto due volte in pellicola cinematografica: nel 1986 in The Discarnates e nel 2023 in Estranei.
Tra i riconoscimenti ottenuti si segnalano il Premio Kuniko Mukoda per la selezione artistica e il Premio del Ministro dell'Istruzione, della Cultura, dello Sport, della Scienza e della Tecnologia.
È morto il 29 novembre 2023 all'età di 89 anni a Kawasaki.

## Opere tradotte in italiano
- Estranei (異人たちとの夏, Ijintachito no natsu, 1987), Milano, Nord, 2005 traduzione di Anna Martini ISBN 88-429-1366-9.
- Una voce lontana (遠くの声を捜して, Toku no koe wo sagashite, 1989), Milano, Nord, 2007 traduzione di Emanuela Cervini ISBN 9788842914778.

## Filmografia

### Sceneggiature
- Ripresa finale (キネマの天地 Kinema no tenchi), regia di Yoji Yamada (1986)
- Shōnen jidai, regia di Masahiro Shinoda (1989)

### Adattamenti cinematografici
- The Discarnates (異人たちとの夏, Ijintachi to no Natsu), regia di Nobuhiko Obayashi (1988)
- Estranei (All of Us Strangers), regia di Andrew Haigh (2023)

## Premi e riconoscimenti

### Vincitore
Premio Shugoro Yamamoto
- 1988 con Estranei